# Castello di Grandson
Il castello di Grandson (in francese Château de Grandson) si trova nel comune di Grandson, nel canton Vaud, Svizzera. Si tratta di un bene culturale d'importanza nazionale, la cui costruzione iniziò nell'XI secolo. Ospita un museo automobilistico e un museo storico.

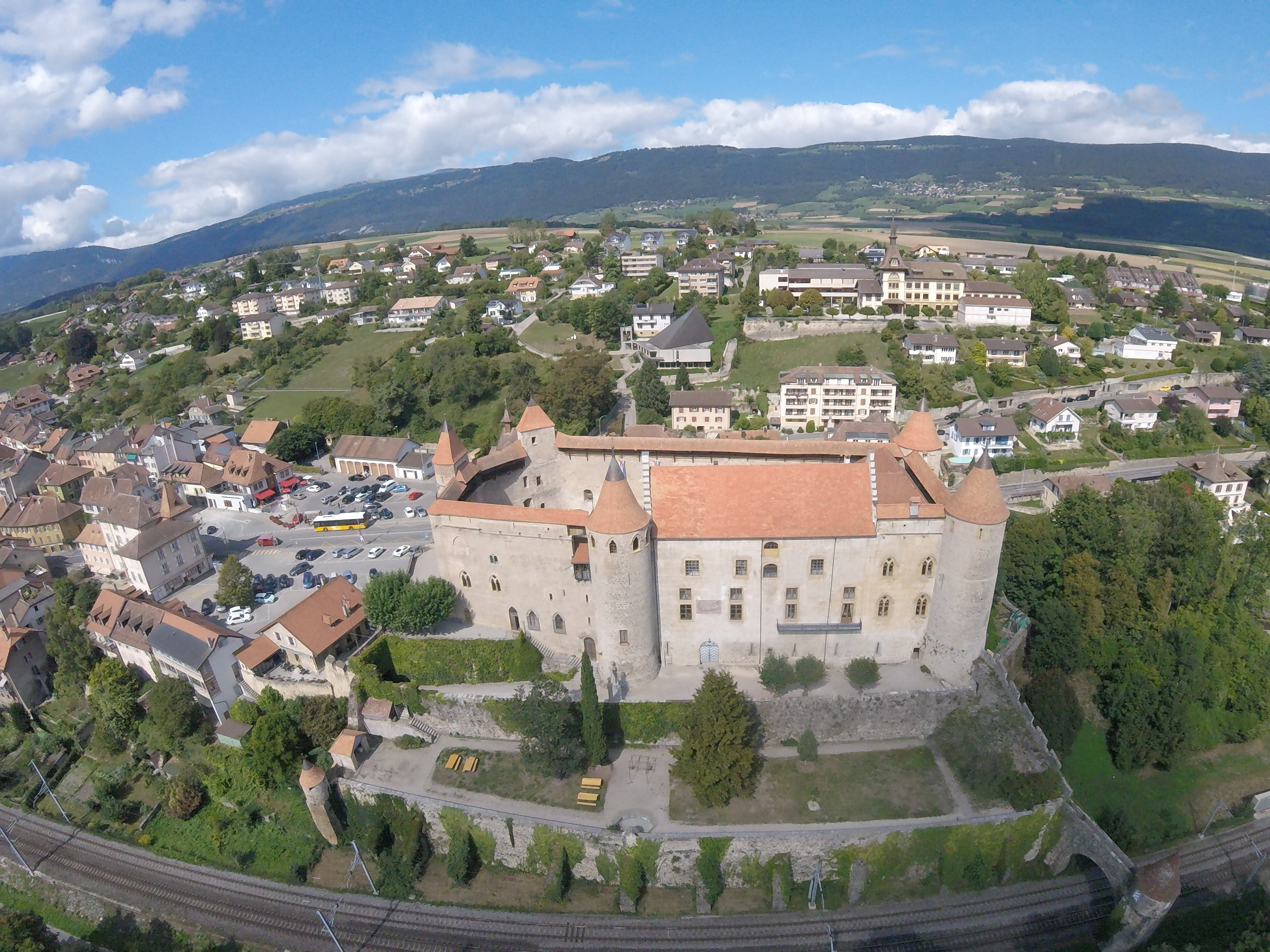
foto aerea